# Internet Messaging Program
Pour les articles homonymes, voir IMP.
IMP (Internet Messaging Program) est une application de webmail en langage PHP sous licence GPL. Il permet de consulter sa messagerie électronique au travers d'une interface Web. IMP utilise les protocoles IMAP et POP3 pour accéder à la messagerie. Il s'agit d'un composant du framework Horde

## Utilisations
IMP était le logiciel webmail utilisé par Free, qui l'a remplacé par Zimbra durant les années 2010.